# Mara Kalan
Mara Kalan, slovenska učiteljica, publicistka in prevajalka, * 15. marec 1934, Messina, Italija.

## Življenje in delo
Rodila se je na Siciliji v družini šoferja Cocima Raffonea. Ljudsko šolo je začela obiskovati v Messini, nadaljevala pa v Trstu, kjer končala tudi slovensko nižjo gimnazijo. V Portorožu je leta 1951 maturirala na učiteljišču, v Ljubljani pa 1959 diplomirala iz zgodovine in zemljepisa na Višji pedagoški šoli. V letih 1951−1956 je poučevala na raznih slovenskih in italijanskih osnovnih šolah bivše cone B Svobodnega tržaškega ozemlja. Leta 1956 pa je pričela poučevati na slovenski osnovni šoli v Trstu. Na Radiju Trst A je pričela sodelovati leta 1960 z več ciklusi oddaj o planinstvu, o ženskih vprašanjih in raznimi mladinskimi  oddajami. Napisala je tudi več otroških pravljic ter igric ter prevedla in dramatizirala tekste različnih svetovnih avtorjev. Po letu 1980 pa je pričela za Radio Trst A pripravljati oddaje o slovenski in svetovni mladinski literaturi.